# ناحیه نصیرآباد
ناحیه نصیرآباد (به انگلیسی: Nasirabad District) یکی از ناحیه‌های پاکستان در پاکستان است که در ایالت بلوچستان واقع شده‌است. ناحیه نصیرآباد ۳٬۳۸۷ کیلومتر مربع مساحت و ۴۹۰٬۵۳۸ نفر جمعیت دارد.